# Salix eriostachya
Salix eriostachya är en videväxtart som beskrevs av Nathaniel Wallich och Nils Johan Andersson. Salix eriostachya ingår i släktet viden, och familjen videväxter. Utöver nominatformen finns också underarten S. e. angustifolia.